# سدان (مینه‌سوتا)
سدان، مینه‌سوتا (به انگلیسی: Sedan, Minnesota) یک شهر در ایالات متحده آمریکا است که در شهرستان پوپ (ابهام‌زدایی) واقع شده‌است.

## خصوصیات
سدان ۱٫۳۲ کیلومترمربع مساحت و ۴۵ نفر جمعیت دارد و ۴۱۰ متر بالاتر از سطح دریا واقع شده‌است.